# Meles Zenawi
Meles Zenawi Asres, amh. መለስ ዜናዊ ኣስረስ (ur. 8 maja 1955 w Adua, zm. 20 sierpnia 2012 w Brukseli) – etiopski polityk, współzałożyciel i w latach 1989–2012 przewodniczący Etiopskiego Ludowo-Rewolucyjnego Frontu Demokratycznego, prezydent Etiopii od 28 maja 1991 do 22 sierpnia 1995, a następnie od 23 sierpnia 1995 do 20 sierpnia 2012 premier tego kraju.

## Życiorys
Od lat 70. działał w Tigrajskim Ludowym Froncie Wyzwolenia. W 1989 roku był jednym z założycieli opozycyjnego wobec władzy Mengystu Hajle Marjama ugrupowania o nazwie Etiopski Ludowo-Rewolucyjny Front Demokratyczny (EPRDF). Władzę w kraju objął po obaleniu dyktatury Hajle Marjama w maju 1991 roku.
Jego partia wygrywała wybory w latach 1995, 2000, 2005 i 2010, dzięki czemu nieprzerwanie piastował stanowisko szefa rządu aż do śmierci 20 sierpnia 2012, której przyczyną był prawdopodobnie rak.